# La Comarca de Vendrell: semanario ilustrado, independiente, de avisos y noticias
La Comarca de Vendrell: semanario ilustrado, independiente, de avisos y noticias va ser un setmanari publicat des de l'1 d'octubre de 1904 fins al 27 de juny de 1908.
Era un setmanari independent i de format breu. Estava dirigit per Valentí Carné i se'n van editar un total de 199 números.

## Naixement
La Comarca de Vendrell neix l’1 d’octubre de 1904 presentant-se en el seu editorial fundacional, escrit pel director Valentí Carné i titulat “Adelante”, com un mitjà de caràcter combatiu contra el periodisme d’aquella època, el qual considera hipòcrita i que està mogut pels interessos personals, especialment en una localitat petita com el Vendrell. Aquest setmanari, per tant, vol erigir-se en defensor del periodisme vertader, aquell en què qui escriu una notícia ho fa sense cap mena de pressió social, sabent que té completa llibertat per parlar sobre el que vulgui i com vulgui, sense por a ser criticat o censurat per la població vendrellenca, com bé menciona el director a l'editorial fundacional:
“El periodista, el reporter ó el corresponsal, llámese como se quiera, al dar una noticia con espontanteidad, sin pretender darle un determinado sentido, esperando que será imparcialmente juzgada, resulta á veces muy al contrario y todo por que la juzgan hipócritamente.
En pequeñas localidades, en las que se enseñorea la hipocresía, no es posible dar una amplia información para discutir asuntos que pueden ser de utilidad para aquellas mismas localidades, por que en ello seguidamente se le da un tinte marcadamente personal haciéndole imposible su discusión, causa que no se sabe distinguir”
Era una publicació de caràcter setmanal, la qual es publicava els dissabtes a la nit. Els preus eren variables segons la localització: 
Vendrell: 1,50 pesetas
Fuera: 1,75 pesetas
Extranjero: 2,25 pesetas

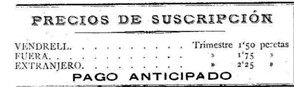
Taula on es mostren els preus del setmanari

El setmanari, de quatre pàgines, tenia el format de 440x320mm. La redacció, al Vendrell, capital del Baix Penedès, es trobava al c/Alt, 11 i s'imprimia a la impremta anomenada “Imprenta de la Comarca de Vendrell“ situada a Gibert de Tarragona, com bé es menciona de forma manuscrita a la primera pàgina del primer número.

## Història
La Comarca de Vendrell: semanario ilustrado, independiente, de avisos y noticias va ser una publicació il·lustrada d’informació general publicada en castellà i amb una periodicitat setmanal. Va ser publicada durant quatre anys, entre l’1 d’octubre de 1904 i el 27 de juny de 1908.
La seva publicació va ser constant i no va patir cap suspensió. Al llarg d’aquests quatre anys se’n van publicar 199 números de la revista, destacant la publicació de dos números extraordinaris el 6 de setembre de 1905 i el 17 d’abril de 1907, tots dos amb un tema en comú. L’objectiu comú d’aquests dos números extraordinaris era el de donar suport al notari Jaime Alegret y Vidal per tal que complís els seus objectius polítics. La primera d’aquestes dues publicacions es va fer per tal d’incitar el vot a les eleccions per a les Corts, en què ell es presentava com a diputat pel districte del Vendrell. La segona té una finalitat similar, ja que es publica arran la celebració de la verificació de les eleccions, i es torna a cridar a votar aquest candidat.
Quant a la temàtica d’aquesta publicació, era bastant variada, ja que qualsevol escrit que fos enviat amb nom i firma podia ser publicat. Per tant, trobem una temàtica i uns autors molt variables. Tot i aquesta variabilitat, podem trobar algunes seccions recurrents, com ara bé:

### Desde Madrid
Secció anònima en la qual s'expliquen breument successos diversos relacionats amb la localitat i amb la resta de Catalunya. Predominen informacions sobre gent de Vendrell i sobre obres en carreteres.

### Ecos de todas partes
Secció d’informació internacional en què apareixen algunes notícies d’extensió mitjana sobre successos de ciutats estrangeres.

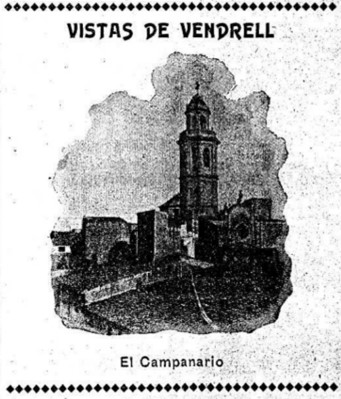
Secció "Vistas de Vendrell" del setmanari número 10

### Vistas de Vendrell
Fotografia d’un racó o edifici de Vendrell. Apareix un breu subtítol on s'indica quina localització s'està mostrant.

### La semana en broma
Secció de caràcter humorístic en què predomina la sàtira política. Apareixien uns quatre o cinc acudits sobre els fets d’actualitat cada setmana.

### Sección oficial
Aquesta secció estava dedicada a informar sobre les coses oficials de la ciutat. Comptava de quatre subseccions: “Mercado público”, on apareixia la recaptació setmanal; “Matadero”, on es podia veure el nombre d’animals sacrificats; “Registro civil”, la qual mostrava el nombre i el nom dels naixements, les defuncions i els matrimonis. Finalment hi havia “Funciones religioses”, on, com bé diu el nom, s'explicaven les funcions religioses que es durien a terme pròximament.

### Secció gràfica
Aquesta secció no tenia títol. En ella apareixien il·lustracions de temàtica diversa però majoritàriament còmica.

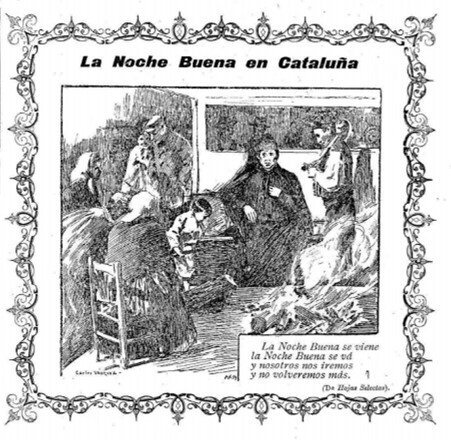
Il·lustració del setmanari número 13 titulada "La Noche Buena en Cataluña"

### Crònica local y comarcal
Secció on es parlava de temes d’interès local i comarcal.

### Crònica universal
Secció escrita en forma de carta des de Madrid en què l’autor es dirigia directament al director i li explicava fets nacionals i internacionals des d’un punt de vista més personal.

### Mercado
Secció d’informació econòmica on s'expliquen successos relacionats amb el mercat.

### Secció artística
En diversos números del setmanari apareixia poesia de diversos autors.

## Final
El darrer número es va publicar el 27 de juny de 1908. En aquest, es pot trobar un breu comunicat on s'explica el motiu de la suspensió de la publicació de la revista:
“Publicación suspendida

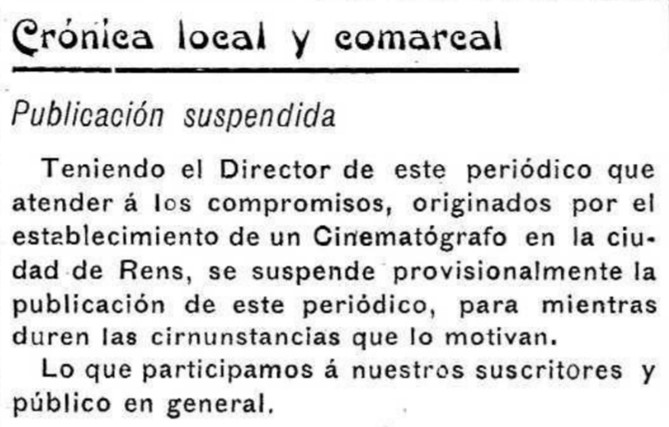
Explicació sobre la suspensió de la publicació

Teniendo el Director de este periódico que atender á los compromisos, originados por el establecimiento de un Cinematógrafo en la Ciudad de Rens, se suspende provisionalmente la publicación de este periódico, para mientras duren las cirnunstancias que lo motivan. Lo que participamos à nuestros suscritores y público en general.”
També es sap que a partir de 1907, en el lloc on hi havia la redacció, Valentí Carné va administrar una llibreria.

## Directors i col·laboradors
El director d’aquesta publicació durant els quatre anys va ser Valentí Carné Soler. La majoria de col·laboradors no eren fixos, sinó que es publicaven els articles que els lectors enviaven al mitjà. Per tant, hi ha molts autors que tenien un pas fugaç pel setmanari i només escrivien un article o dos. D’altra banda també hi havia articles anònims que apareixien sense autoria. Tot i això, sí que trobem alguns col·laboradors recurrents:
Gastón: Encarregat d'escriure la secció "La semana en broma"
Francisco Barot: Escrivia la secció "Mercado"
Hojas selectas: Eren els encarregats d'aportar les il·lustracions i les vinyetes
Emilio Esquivias: Redactava la "Crònica universal"